# Stewartia sichuanensis
Stewartia sichuanensis är en tvåhjärtbladig växtart som först beskrevs av S.Z. Yan, och fick sitt nu gällande namn av J. Li och Ming. Stewartia sichuanensis ingår i släktet Stewartia och familjen Theaceae. Inga underarter finns listade i Catalogue of Life.